# Rhodostrophia subseparata
Rhodostrophia subseparata là một loài bướm đêm trong họ Geometridae.